# Michael Bastian
Michael Bastian (Lyons, 13 de octubre de 1965) es un diseñador de moda estadounidense conocido por su marca homónima, Michael Bastian, y su trabajo para marcas como GANT. Recibió reconocimientos por su trabajo, entre los que destaca el premio CFDA al diseñador de ropa masculina del año en 2011.

## Educación
Nació en 1965 en Lyons, Nueva York. En 2010, dijo a The Daily Front Row que creció con un rifle, trabajando en un Jamesway en el departamento de artículos deportivos vendiendo municiones. Se graduó en el Babson College de Wellesley (Massachusetts).

## Carrera
Después de la universidad, Bastian se trasladó a la ciudad de Nueva York, donde su primer trabajo fue como asistente de compras en Abraham & Strauss. A éste le siguieron puestos en Sotheby's, Tiffany & Co., Polo Ralph Lauren y, más recientemente, en Bergdorf Goodman, donde fue director de moda masculina durante cinco años. Esta experiencia le llevó a lanzar en 2006 su propia línea de ropa masculina.
La línea homónima de Bastian se vende en más de 50 puntos de venta en Norteamérica, Japón, Europa y Oriente Medio. Se produjo en virtud de un acuerdo de licencia con la marca italiana de cachemira Brunello Cucinelli. El acuerdo finalizó a finales de 2010.
En 2010, se lanzó una colaboración con GANT. La línea, GANT by Michael Bastian, se ampló desde entonces para incluir ropa de mujer. La colección se distribuye en más de 60 países de todo el mundo, tanto en tiendas GANT como en minoristas independientes.
Al año siguiente, Bastian lanzó dos nuevas colaboraciones: con Randolph Engineering bajo el nombre de Michael Bastian for Randolph Engineering, y con la marca brasileña Havaianas. Para la marca creó una colección de 15 variaciones de modelos actuales y antiguos de Randolph Engineering. Para Havaianas, Bastian creó 4 estilos de edición limitada bajo el nombre de Havaianas + Michael Bastian.